# Fjodor Dawydowitsch Kulakow
Fjodor Dawydowitsch Kulakow (russisch Фёдор Давыдович Кулаков; * 4. Februar 1918 in Fitisch, heute Rajon Lgow in der Oblast Kursk; † 17. Juli 1978 in Moskau) war ein sowjetischer Politiker.

## Leben

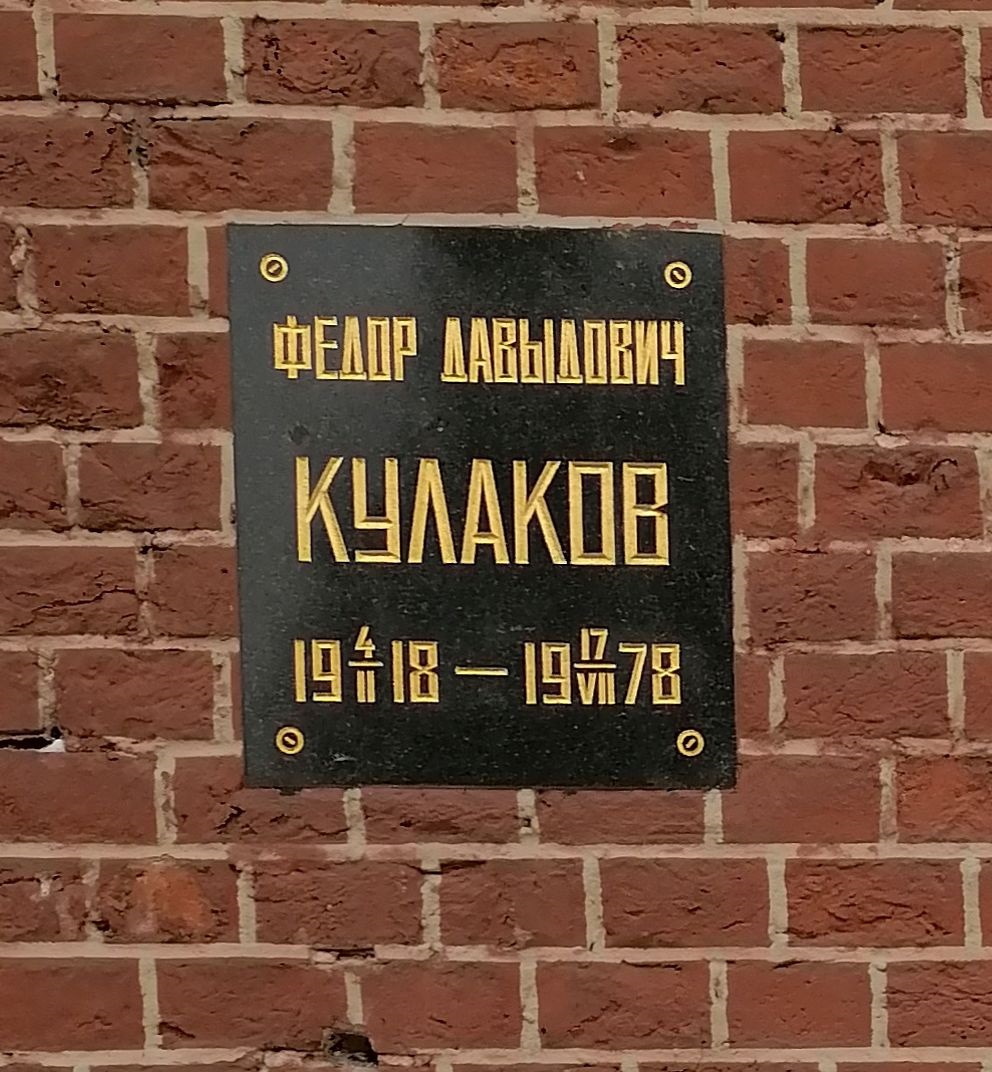
Urnengrab Kulakows an der Kremlmauer

Kulakow wuchs in einer Bauernfamilie im Gebiet von Kursk auf. Er trat 1940 der KPdSU bei und absolvierte ein Fernstudium als Agrarbetriebswirt. Von 1955 bis 1959 war er zunächst stellvertretender Minister für Landwirtschaft, später Minister für Getreideerzeugnisse der Russischen Sowjetrepublik. Von 1960 bis 1964 war er Erster Sekretär des ländlichen Regionskomitees von Stawropol. Zu dieser Zeit war auch der junge Michail Gorbatschow als Parteisekretär dort tätig. 1964 wurde Kulakow von Leonid Jefremow als Erster Sekretär abgelöst und von Leonid Breschnew nach Moskau berufen. Von 1965 bis zu seinem Tod 1978 war er der für die Landwirtschaft zuständige Sekretär des Zentralkomitees. Im April 1971 stieg er in das höchste politische Gremium der UdSSR auf und wurde Vollmitglied im Politbüro der Kommunistischen Partei der Sowjetunion. Zeitweise galt er als möglicher Nachfolger Breschnews. Nach seinem Tod wurde er in einem Urnengrab an der Kremlmauer bestattet. Er wurde unter anderem mit dem Leninorden und dem Titel Held der sozialistischen Arbeit ausgezeichnet.
Kulakow war ein Förderer von Gorbatschow, der 1978 auch sein Nachfolger im Amt des ZK-Sekretärs für die Landwirtschaft wurde.